# Christian Zeender
Christian Zeender, né à Röthenbach im Emmental le 2 octobre 1941 et mort à Tbilissi le 23 décembre 2021, est un journaliste, réalisateur et haut fonctionnaire suisse.

## Biographie
Christian Zeender est né dans une famille suisse et austro-hongroise. Il fait des études classiques au Collège de Genève et des études de droit à l’Université de Genève.
Il se marie en 2003 avec l'artiste peintre géorgienne Lika Zeender. Il vit à Tbilissi en Géorgie jusqu'à son décès le 23 décembre 2021,. 

### Sa carrière en Suisse
De 1966 à 1984, il est critique de cinéma au Journal de Genève. Il a couvert durant de nombreuses années de nombreux festivals de cinéma en particulier le Festival de Cannes. Il écrit également dans le journal Le Temps.
Il est réalisateur à la Télévision Suisse Romande de 1967 à 1984, il tourne de nombreuses émissions dans le domaine de l’information et de la culture. En 1974, il crée avec le journaliste Christian Defaye l’émission hebdomadaire Spécial Cinéma,, qui est consacrée au cinéma.
De 1984 à 1993, il est chef de la section du cinéma à l'Office fédéral de la culture suisse. Sous sa direction le cinéma suisse obtient deux Oscars du meilleur film étranger, les seuls de son histoire. Il développe des accords de coproduction avec la France, l’Allemagne, l’Autriche, l’Italie, la Belgique et le Canada.

### Expert du cinéma en Europe
De 1986 à 1993, il est président du Comité du Cinéma du Conseil de l’Europe. Il met en place la Convention de coproduction multilatérale du Conseil de l’Europe, simplifiant les relations cinématographiques entre pays membres.
De 1988 à 1992, il prend une part active à la création du fonds de coproduction cinématographique européen Eurimages en compagnie de Mélina Mercouri, Jérôme Clément, Dominique Ambiel et Gaetano Adinolfi (secrétaire général adjoint du Conseil de l’Europe). Il est membre de son comité directeur entre 1989 et 1992.
De 1992 à 1993 il représente la Suisse auprès du programme Média, chargé d'encourager le développement de l'industrie audiovisuelle de l’Union Européenne. Il en démissionne après le vote négatif du peuple qui refuse la participation suisse à l’Espace Economique Européen.
De 1992 à 1996 il est conseiller spécial pour le Cinéma et l’Audiovisuel de la secrétaire-générale du Conseil de l’Europe. En 1995, il est secrétaire général de l’Unité du Centenaire du cinéma auprès du Conseil de l’Europe, chargé de coordonner les célébrations de la naissance du cinéma.
Christian Zeender est membre du Jury du Festival de Berlin en 1996.
Dès 1999, il enseigne le cinéma à l'Université d'État du cinéma Chota-Roustavéli. Il est l'auteur d'un programme de soutien au cinéma géorgien à Tbilissi.

## Principales réalisations pour la télévision
- 1970 : Les Saisonniers espagnols
- 1971 : Aretha Franklin[19]
- 1972 : A propos de Cannes
- 1973 : Destin : Peter Townsend, Martin Gray
- 1974 : Benno Besson à Berlin-Est
- 1975 : Le western à Almeria
- 1976 : Le Casanova de Fellini, René Clair
- 1977 : Le Théâtre Populaire Romand au Mexique
- 1977 : Théâtre Maya dans les Chiapas
- 1977 : Le Cinéma soviétique
- 1978 : Le Cinéma indien Bollywood versus Satyajit Ray
- 1979 : La dernière Répétition avec Myriam Mézières et le compositeur Arié Dzierlatka
- 1980 : Miklos Jancso et le cinéma hongrois
- 1980 : On joue Wagner au Grand-Théâtre
- 1981 : Viva Verneuil[20]
- 1981 : Jean Carmet, le Piéton décapotable[21]
- 1982 : Ionesco
- 2002 : Lettre de Tbilissi
- 2004 : Micha et la Révolution des roses[22]